# Sihareo I Tabaloho
Sihareo I Tabaloho is een bestuurslaag in het regentschap Gunungsitoli van de provincie Noord-Sumatra, Indonesië. Sihareo I Tabaloho telt 798 inwoners (volkstelling 2010).